# Rudolf Peters (Bergsteiger)
Rudolf Peters (* 4. Januar 1913 in München; † 5. Dezember 2008 ebenda; auch: Rudl Peters)
war ein deutscher Bergsteiger und Bergführer.

## Leben
Nach seiner Grundschulzeit wechselte Peters an die Oberrealschule. Kurz vor dem Abitur musste er jedoch vorzeitig die Schule verlassen, weil der Vater seine Mutter, ihn und seine Geschwister verlassen hatte, um mit seinem älteren Bruder nach Südamerika auszuwandern. Um die daraus resultierende finanzielle Misere zu mildern, musste Peters eine Arbeit aufnehmen. 18-jährig begann er eine Ausbildung zum Justizbeamten im Münchener Justizministerium. Sein Vorgesetzter, Hans Hechtel, erkannte aber, dass Peters’ Talent auf einem anderen Gebiet lag. So besorgte er ihm 1936 ein Vorstellungsgespräch bei Oberst Konrad, dem Kommandeur des Gebirgsjägerregiments 100 in Bad Reichenhall. Peters überzeugte Konrad von sich und wechselte somit zur Wehrmacht als Berufssoldat. Auch Toni Kurz und Anderl Hinterstoißer waren in Reichenhall stationiert. Als diese 1936 in der Eiger-Nordwand tödlich verunglückten, wurden Peters und Hans Hintermeier abkommandiert, ihre Leichen zu bergen. Finden konnten sie aber nur Toni Kurz. Am 24. August 1936 entdeckten sie seinen Leichnam in einer tiefen Randkluft. Anderl Hinterstoißers sterbliche Überreste blieben für sie unauffindbar.
Mit dem Ausbruch des Zweiten Weltkrieges wurde Peters an die Heeres-Hochgebirgsschule in Fulpmes abkommandiert. Dort überdauerten er und weitere damalige Spitzenalpinisten wie Peter Aschenbrenner, Hias Rebitsch, Anderl Heckmair, die er an die Schule geholt hatte, heil den Krieg als Ausbilder. Bei Kriegsende 1945 war Peters Hauptmann.
1945 kehrte er mit seiner Familie nach München zurück. Hier versuchte er sich zunächst als Produzent und Vertreiber von selbstgefertigten Profilgummisohlen. Im Jahre 1954 eröffnete er dann zusammen mit seiner Frau ein Sportgeschäft, das sie bis 1968 oder 1969 betrieben. Hernach bezog Peters Ruhestandsgeld für seine Dienstzeit als Berufssoldat und war nur noch Bergführer und „Privatbergsteiger aus Leidenschaft“. In seiner Eigenschaft als Bergführer, Peters war seit 1947 Berg- und Skiführer, war er noch einige Jahre für den DAV Summit Club als Reiseführer weltweit unterwegs.
Am 5. Dezember 2008 verstarb Rudolf Peters im Alter von 95 Jahren.

## Leistungen als Erfinder
Peters’ Erfahrungen im steilen Eis der Berge brachten ihn auf die Idee, ein Steigeisen herstellen zu lassen, das vorne zwei über die Schuhspitzen hinausragende, scharfe Frontalzacken aufwies. Dieses neuartige zwölfzackige Steigeisen ließ sich Peters patentieren. Ein weiterer Einfall führte zu der Entwicklung eines Eisbeiles. Das neue Eisbeil hatte einen Hammerkopf und eine im spitzen Winkel geschliffene Haue. Diese Haue konnte tief ins Eis eindringen ohne es zu sprengen. Auch diese Neuerung ließ sich Peters patentieren.

## Leistungen als Bergsteiger

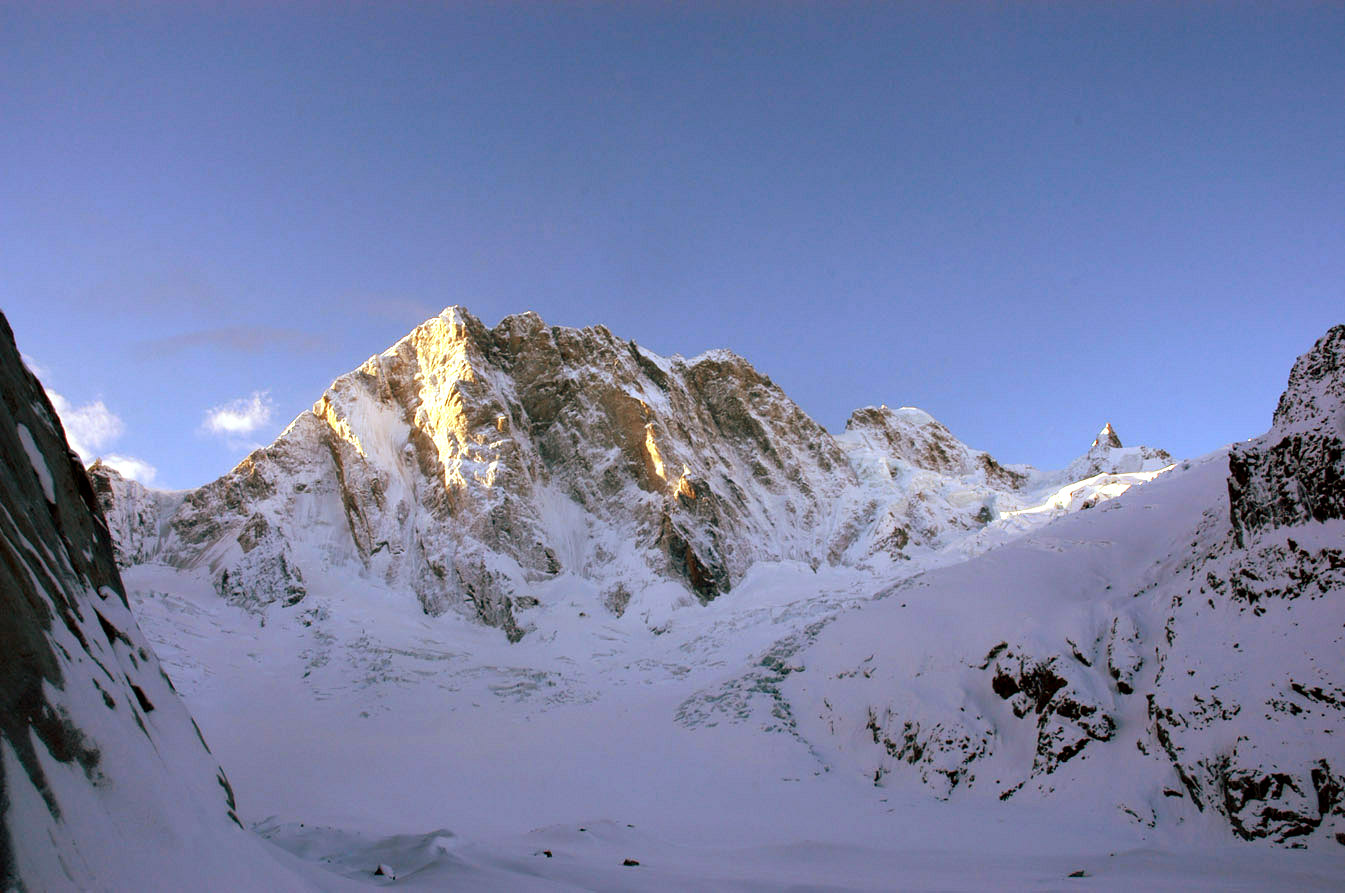
Die Grandes Jorasses in der Morgensonne

Seinen größten Erfolg feierte Peters am 29. Juni 1935. Gegen 20 Uhr erreichten er und sein Partner Martin Meier den mittleren Gipfel der Grandes Jorasses, die Pointe Croz. Eingestiegen waren sie am Nachmittag des 28. Juni. Dank der beiden Peters-Erfindungen konnte diese Bergfahrt nicht nur gelingen, sondern in einer, für damalige Verhältnisse, enormen Geschwindigkeit absolviert werden. Damit war die erste Durchsteigung der Grand-Jorasses-Nordwand geglückt und die zweite der drei großen Wände der Alpen bezwungen.
Genau in dieser Wand durchlitt Peters ein Jahr zuvor (29. Juli bis 2. August 1934) aber wohl auch seine schwersten Stunden als Bergsteiger. Zusammen mit seinem Freund Rudolf Haringer stieg er erstmals in die Nordwand der Grandes Jorasses ein. Am zweiten Tag ihrer Tour schlug das Wetter um. Schneemassen behinderten ihren Aufstieg. Es musste ein zweites Biwak eingelegt werden. Bei der Suche im frischen Schnee nach einem geeigneten Biwakplatz stürzte der ungesicherte Haringer über 500 m ab. Für Peters begann ein quälender und gefährlicher Abstieg, der ihm aber trotz der widrigen Umstände unbeschadet gelang. Diese Auseinandersetzung mit dem Unmöglichen brachte ihn dann ein Jahr später wieder zurück an die Grand-Jorasses-Nordwand.
Weitere Erfolge:
- 24. – 25. Dezember 1934: 1. Winterbegehung, Südkante des Großen Mühlsturzhorns, heute als „Alte Südkante“ bezeichnet, mit Martin Meier[1][8]
- 1936: 1. Winterbegehung, Schüsselkarspitze-Südostwand mit Adolf Göttner[1][8]
- 18. – 20. Dezember 1940: 1. Winterbegehung, Dachstein-Südwand mit Gerald Leinweber[1][8]